# Ахундов, Гусейн Гасан оглы
Гусейн Гасан оглы Ахундов (азерб. Hüseyn Axundov; род. 30 апреля 1988, Баку, Азербайджанская ССР, СССР) — азербайджанский футболист. Амплуа — полузащитник.

## Клубная карьера
Профессиональную карьеру футболиста начал в 2008 году, с выступления в команде МОИК (Баку). Далее два сезона защищал цвета клуба «Олимпик-Шувалан». Зимой 2011 года, на правах аренды перешёл в сальянскую «Мугань». Летом 2012 года подписал двухгодичный контракт с новичком премьер-лиги, мардакянским «Ряваном».

### Лига Европы
7 июля 2011 года дебютировал в Еврокубках в составе клуба «Олимпик-Шувалан» в первом квалифицированном раунде Лиги Европы против белорусского «Минска».

## Сборная Азербайджана
Защищал цвета юношеских (U-17 и U-19) сборных Азербайджана.
Дебютировал в составе молодёжной сборной Азербайджана 10 октября 2009 года в отборочном матче Чемпионата Европы по футболу среди футболистов до 21 года в матче против сборной Австрии.